# Muroidea
Los muroideos (Muroidea) son una superfamilia de roedores que incluye hámsteres, jerbos, ratas y ratones y muchos otros parientes. Ocupan una vasta variedad de hábitats en todos los continentes excepto la Antártida. Algunas autoridades han colocado a todos los miembros de este grupo en una sola familia, Muridae, debido a dificultades en determinar como las subfamilias se relacionan entre sí.

## Taxonomía
La siguiente taxonomía se basa en recientes y bien documentados estudios filogenéticos moleculares. Los muroideos se clasifican en 6 familias, 19 subfamilias, cerca de 280 géneros y al menos 1300 especies.
- Familia Calomyscidae Vorontsov et al., 1978
- Familia Cricetidae G. Fischer, 1817
  - Subfamilia Arvicolinae Gray, 1821
  - Subfamilia Cricetinae G. Fischer, 1817
  - Subfamilia Neotominae Merriam, 1894
  - Subfamilia Sigmodontinae Wagner, 1843
  - Subfamilia Tylomyinae Reig, 1984
- Familia Muridae Illiger, 1811
  - Subfamilia Deomyinae Thomas, 1888
  - Subfamilia Gerbillinae Gray, 1825
  - Subfamilia Leimacomyinae Musser & Carleton, 2005
  - Subfamilia Lophiomyinae Milne-Edwards, 1867
  - Subfamilia Murinae Illiger, 1811
- Familia Nesomyidae Major, 1897
  - Subfamilia Cricetomyinae Roberts, 1951
  - Subfamilia Dendromurinae G. M. Allen, 1939
  - Subfamilia Mystromyinae Vorontsov, 1966
  - Subfamilia Nesomyinae Major, 1897
  - Subfamilia Petromyscinae Roberts, 1951
- Familia Platacanthomyidae Alston, 1876
- Familia Spalacidae Gray, 1821
  - Subfamilia Myospalacinae Lilljeborg, 1866
  - Subfamilia Rhizomyinae Winge, 1887
  - Subfamilia Spalacinae Gray, 1821